# 钩爪龙属
钩爪龙（属名：Gryponyx，意为“钩形的爪”）是蜥脚形亚目大脚类恐龙已灭绝的一个属，化石在南非自由邦南部发现。

## 描述
非洲钩爪龙所知于正模标本SAM 3357-59，为一具近乎完整的颅后骨骼，包括部分脊柱、骨盆、两条前肢及后肢。估计该属长约5米（16英尺）。其收集于斯托姆博格群（卡鲁盆地）的上艾略特组，化石时期为早侏罗世赫塘阶至锡内穆阶。
该属最初被布鲁姆（1911年）描述为一种兽脚类。休尼（1932年）命名了钩爪龙科（Gryponychidae）以包含钩爪龙及鹰爪龙，并将该科归入肉食龙类。加尔东和克卢弗于1976年将非洲钩爪龙列为哈氏大椎龙（Massospondylus harriesi）的异名，而后者又于1981年被迈克尔·库珀列为刀背大椎龙（Massospondylus carinatus）的异名（现在将哈氏大椎龙视为疑名）。然而，瓦斯孔塞洛斯与耶茨（2004年）发现钩爪龙具有足够不同于其它原始蜥脚形亚目的特征以独立成属，且可根据以下特征区分于其它分类单元：①第一掌骨总长超过最大近端宽度；②耻骨领长而窄，且拥有笔直侧缘。尽管该研究并不正式，但作者仍使用耶茨等人（2004年）的蜥脚形亚目数据集进行系统发育分析，发现钩爪龙是最原始的大椎龙科。吕君昌等人（2010年）亦得出相同结论。耶茨等人（2010年）发现钩爪龙与大椎龙科及近蜥龙类形成三分支。然而，钩爪龙仍有待正式的重新描述。
本属还有另外两个物种被描述：德兰士瓦钩爪龙（G. transvaalensis）是根据德兰士瓦省晚三叠世灌木砂岩组发现的指骨及后肢跖骨所描述，泰氏钩爪龙（G. taylori）则是根据自由邦南部上艾略特组发现的骶骨及骨盆边缘所描述。加尔东与克卢弗（1976年）将泰氏种列为哈氏大椎龙的异名，并将德兰士瓦种列为疑名。库珀（1981年）将两者均列为刀背大椎龙的异名，加尔东与阿普彻奇（2004年）则将两者均视为疑名。

## 词源
本属由罗伯特·布鲁姆于1911年首次命名，模式种是非洲钩爪龙（Gryponyx africanus）。属名取自希腊语grypos（弯曲的、钩形的）及onyx（爪），种名指正模标本发现于非洲。